# Kanadische Rugby-Union-Nationalmannschaft
Die kanadische Rugby-Union-Nationalmannschaft (englisch Canada national rugby union team; französisch Équipe du Canada de rugby à XV) ist die Nationalmannschaft Kanadas in der Sportart Rugby Union und repräsentiert das Land bei allen Länderspielen (Test Matches) der Männer. Die Mannschaft trägt die Spitznamen Canucks und Les Rouges. Die organisatorische Verantwortung trägt der 1974 gegründete Verband Rugby Canada (RC). Kanada wird vom Weltverband World Rugby in die zweite Stärkeklasse (second tier) eingeteilt und gilt als die drittbeste Nationalmannschaft auf dem amerikanischen Doppelkontinent (nach Argentinien und den Vereinigten Staaten). Bisher wurden zwei kanadische Nationalspieler in die World Rugby Hall of Fame aufgenommen.
Das erste Test Match fand 1932 gegen Japan statt. Kanada qualifizierte sich für neun der bisher zehn ausgetragenen Weltmeisterschaften und verpasste nur das Turnier 2023; bei der Austragung 1991 erreichte es das Viertelfinale. Von 2003 bis 2011 nahm die Mannschaft am Churchill Cup teil, seither beteiligte sie sich mehrmals am Pacific Nations Cup, wo sie gegen Fidschi, Japan, Samoa, Tonga und die USA antritt. Seit 2016 nimmt Kanada an der jährlichen Americas Rugby Championship teil, zusammen mit Brasilien, Chile, Uruguay, den USA sowie der zweiten Mannschaft Argentiniens.

## Organisation
Verantwortlich für die Organisation von Rugby Union in Kanada ist Rugby Canada (RC). Der Verband wurde 1974 gegründet und 1987, kurz vor der ersten Weltmeisterschaft, Vollmitglied des International Rugby Football Board (IRFB; heute World Rugby). Rugby Canada ist außerdem Gründungsmitglied der North America and West Indies Rugby Association (NAWIRA, heute Rugby Americas North), die 2001 entstand, als Kanada und die USA der West Indies Rugby Association beitraten.
An der professionellen Major League Rugby, die überwiegend Mannschaften aus den USA umfasst, beteiligt sich seit 2019 mit den Toronto Arrows auch ein kanadisches Team. Ein Großteil der für die Nationalmannschaft antretenden Spieler speist sich seitdem aus dieser Liga, weitere Spieler sind vor allem in Frankreich tätig. Daneben existieren die Amateurmeisterschaften der zehn Provinzverbände, wobei jene in British Columbia am stärksten einzustufen ist. Von 2009 bis 2018 existierte mit der Canadian Rugby Championship eine gesamtkanadische Amateurmeisterschaft, in der vier regionale Auswahlteams gegeneinander antraten.
Neben der eigentlichen Nationalmannschaft ruft Rugby Canada weitere Auswahlmannschaften zusammen. Canada A bildet die zweite Mannschaft Kanadas und nahm bis 2016 an der Americas Rugby Championship teil, bevor man zur World Rugby Americas Pacific Challenge wechselte. Wie andere Rugbynationen verfügt Kanada über eine U-20-Nationalmannschaft, die an den entsprechenden Weltmeisterschaften teilnimmt. Hinzu kommt Canada Sevens, die Nationalmannschaft für Siebener-Rugby. Kinder und Jugendliche werden bereits in der Schule an den Rugbysport herangeführt und je nach Interesse und Talent beginnt dann die Ausbildung.

## Geschichte

### Einführung und Verbreitung von Rugby

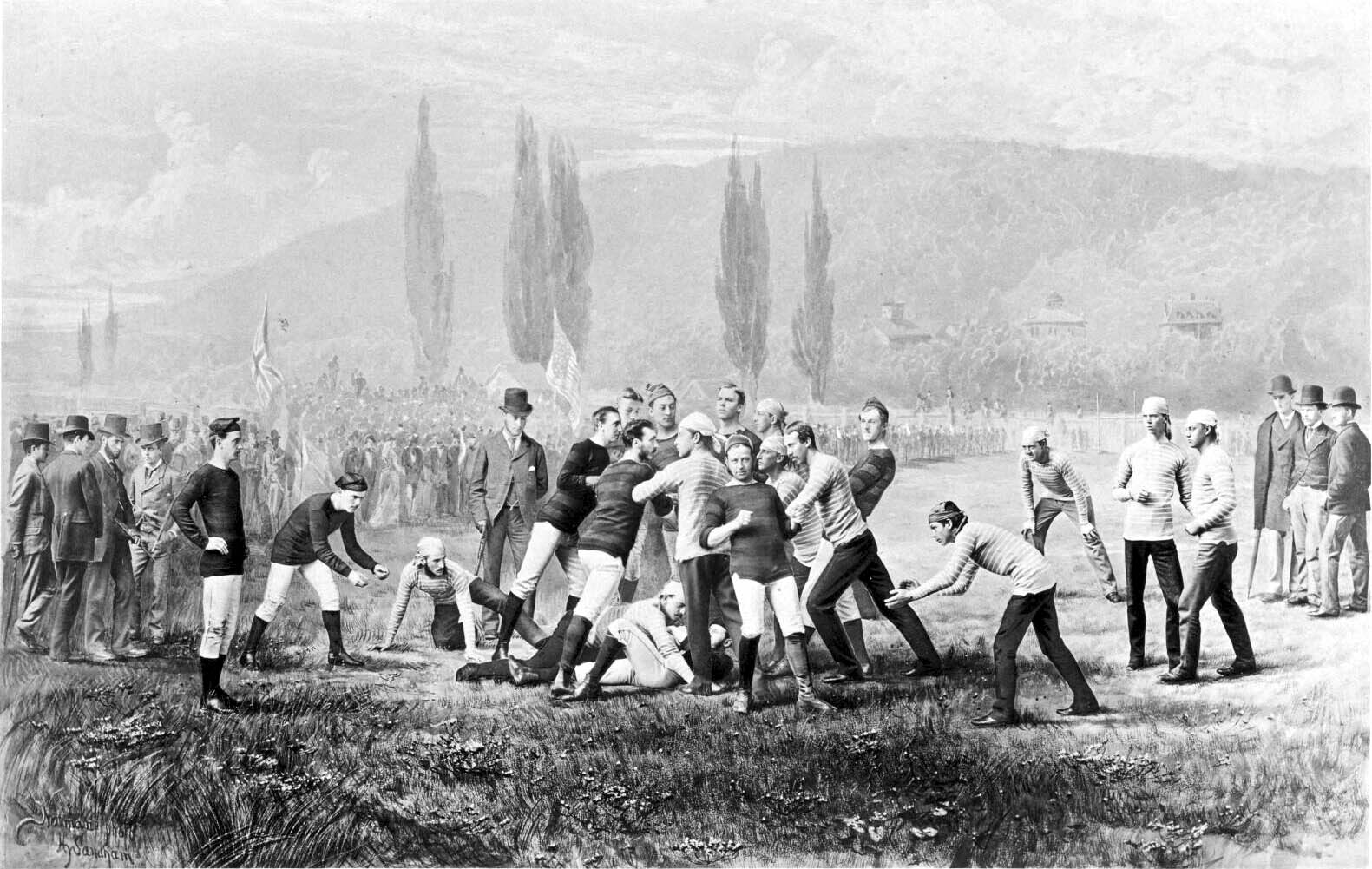
Rugbyspiel zwischen Harvard und McGill, 1874

Ab 1823, als William Webb Ellis an der englischen Rugby School die Sportart erfunden haben soll, verbreiteten britische Einwanderer, Garnisonstruppen und Angehörige der Royal Navy relativ rasch frühe und weitgehend nichtkodifizierte Formen des Rugbyspiels in ostkanadischen Städten wie Halifax, Montreal und Toronto, wobei die Grenzen zum Fußball fließend waren. 1864 veröffentlichte das Trinity College in Toronto das erste kodifizierte Regelwerk in Kanada und im darauf folgenden Jahr fand in Montreal das erste nachweisbare Rugbyspiel nach heutigem Verständnis statt, als britische Offiziere und Zivilisten (hauptsächlich Studenten der McGill University) gegeneinander antraten.
Ab etwa 1870 entstand in Montreal eine Hybridform aus Fußball und Rugby. Einen besonderen Einfluss auf die weitere Entwicklung hatte die McGill University, deren Team am 15. Mai 1874 in Cambridge (Massachusetts) gegen die Harvard University antrat. Da ihre Regelwerke sich unterschieden (beide Universitäten bezeichneten ihr Ballspiel als Rugby football), entschloss man sich dazu, je eine Partie nach den jeweiligen Regeln durchzuführen. Durch die gegenseitige Inspiration entwickelten sich daraus mit der Zeit allmählich zwei neue Gridiron-Varianten, American Football und Canadian Football. In Kanada entstanden in der Folge zahlreiche Vereine, die Rugby football spielten. In vielen Fällen war jedoch nicht klar ersichtlich, ob sie das herkömmliche Rugby oder das sich noch in der Entwicklung befindliche Canadian Football betrieben, da beide Varianten sich zu Beginn noch sehr ähnelten. Zur anfänglichen Verwirrung trug auch bei, dass mehrere neu gegründete Provinzverbände die Bezeichnung „Rugby Football Union“ oder „Rugby Union“ in ihrem Namen trugen, jedoch die Football-Regeln anwendeten. Der 1884 gegründete gesamtkanadische Verband für Football hieß zunächst Canadian Rugby Football Union und ab 1891 Canadian Rugby Union. Erst 1967 benannte er sich in Canadian Amateur Football Association um; seit 1986 nennt er sich Football Canada.
Zur Hochburg des Rugby im herkömmlichen britischen Sinne (in Kanada lange Zeit als English rugger oder British rugby bezeichnet) entwickelte sich die Provinz British Columbia ganz im Westen des Landes – nicht zuletzt wegen des milden Klimas und des dort stark ausgeprägten britischen Traditionsbewusstseins. Das erste Spiel auf Vancouver Island wurde 1876 zwischen Seeleuten der Royal Navy und Garnisonssoldaten ausgetragen, das erste Spiel in Vancouver folgte zehn Jahre später. 1889 entstand mit der British Columbia Rugby Union (BCRU) der erste Verband, der sich tatsächlich mit Rugby Union befasste. Kurz darauf folgten zwei weitere Verbände für die Seeprovinzen und Manitoba. Mangels Interesse ließ die Gründung weiterer Verbände und insbesondere eines nationalen Verbandes hingegen lange auf sich warten.

### Erste internationale Begegnungen
Im Oktober und November 1899 fanden die ersten internationalen Spiele statt, als die irische Nationalmannschaft eine Tour im Osten Kanadas unternahm. Sie tat dies auf Einladung eines irischstämmigen Unternehmers, der dort den Rugbysport fördern wollte. Die vier Wochen dauernde Tour umfasste elf Spiele, von denen die Iren zehn gewannen; die einzige Niederlage erlitten sie gegen eine Auswahl aus Halifax. 1902/03 besuchte eine kanadische Auswahl das Vereinigte Königreich und Frankreich, wobei sie innerhalb von 56 Tagen 22 Spiele gegen Vereine und regionale Teams bestritt. Die Mannschaft umfasste neun Rugbyspieler aus British Columbia und den Seeprovinzen sowie elf Footballspieler aus Ontario und Québec. Da die Regeln beider Sportarten sich damals noch sehr ähnelten, konnte dennoch ein gemeinsames Team gebildet werden. Die Gastgeber lobten die Kanadier für ihre Hartnäckigkeit, Athletik und Schnelligkeit, stellten aber auch fest, dass ihre technischen Fähigkeiten und ihr Teamwork uneinheitlich waren. Die von Mannschaftskapitän James McClure in den britischen Medien geäußerte Hoffnung, dass beide Sportarten dank der Tour wieder näherrücken würden, erfüllte sich nicht: 1903 führte die Ontario Rugby Football Union die Burnside Rules ein, mit denen sich der Canadian Football deutlich von den Rugbyregeln entfernte.
In den Jahren danach war es ausschließlich die BCRU, die international aktiv war. Eine Verbandsauswahl reiste im Februar 1906 nach Kalifornien, um dort gegen die tourenden All Blacks aus Neuseeland anzutreten. Die australischen Wallabies waren im Februar 1909 und im November 1912 zu Gast in British Columbia, die All Blacks im November 1913. Der Ausbruch des Ersten Weltkrieges führte fast zum Erliegen des Spielbetriebs, nur in British Columbia und Nova Scotia konnte er halbwegs regelmäßig durchgeführt werden. 1919 beteiligte sich eine Auswahl der Canadian Expeditionary Force am King’s Cup, einem in England ausgetragenen Wettbewerb der Streitkräfte verschiedener Commonwealth Realms. Die heimkehrenden Soldaten waren in Europa verstärkt mit Rugby Union in Berührung gekommen und sorgten vor allem in Ontario und Québec für eine Renaissance (auch wenn Canadian Football stets populärer blieb). Im Februar 1925 tourten die All Blacks durch British Columbia, vier Jahre später die New South Wales Waratahs (in Vertretung der damals inaktiven Wallabies). Das allgemein größere Interesse am Rugbysport führte 1929 zur Gründung des ersten nationalen Verbandes, der Rugby Union of Canada.
Im September 1930 unternahm die japanische Nationalmannschaft eine Tour nach British Columbia, die mehrere Spiele gegen Vereine und Auswahlteams umfasste. Knapp anderthalb Jahre später stellte die RUC eine offizielle Nationalmannschaft zusammen. Als Teil einer von der kanadischen Bundesregierung finanzierten Handelsdelegation stattete sie Japan einen Gegenbesuch ab. Am 31. Januar 1932 fand in Higashiōsaka das erste offizielle Test Match mit kanadischer Beteiligung statt, es endete mit einem knappen 9:8-Sieg der Japaner. Elf Tage später mussten sich die Gäste in Tokio mit 5:38 geschlagen geben. Die Kanadier führten ihre Niederlagen auf „übermäßige Unterhaltung, zu viele Spiele in einem kurzen Zeitraum und die inspirierte Spielweise der Japaner vor dem versammelten Hochadel“ zurück. Dem nationalen Verband gelang es nicht, weitere Touren zu organisieren und er löste sich 1939 auf. Während des Zweiten Weltkrieges konnte Rugby mangels geeigneter Spieler erneut nur in begrenztem Umfang ausgeübt werden, aktive Provinzverbände existierten nur in British Columbia, Ontario und Québec.

### Pause und Wiederbelebung
In der Nachkriegszeit war es erneut die BCRU, die dafür sorgte, dass internationale Mannschaften zumindest nach British Columbia kamen. Die Wallabies waren im Februar 1948 und im März 1958 zu Gast, die All Blacks im März 1954. Angesichts des guten Abschneidens der Provinzauswahl beim Besuch der British Lions (Auswahl der vier Home Nations) im September 1959 gab es Überlegungen der Provinzverbände, zumindest informell wieder eine kanadische Nationalmannschaft zu bilden und selbst auf Tour zu gehen. 1960 gründeten sie zu diesem Zweck das Rugby Tours Committee. 1962 besuchte eine kanadische Mannschaft, die überwiegend Spieler aus British Columbia umfasste, das Vereinigte Königreich und Irland, traf jedoch nicht auf Nationalmannschaften. Die Rugby Union of Canada wurde 1965 neu gegründet und benannte sich 1967 in Canadian Rugby Union um; heute tritt der nationale Verband unter dem Namen Rugby Canada auf. Durch die Neugründung nahm die Anzahl der Touren und Besuche anderer Teams deutlich zu.
1966 sorgten die Kanadier für Aufsehen, als sie gegen die British Lions, die auf ihrem Heimweg aus Australien und Neuseeland einen Zwischenstopp in Toronto einlegten, lange Zeit gut mithielten und lediglich mit 9:18 verloren. Ein Jahr später tourte die die englische Nationalmannschaft durch Kanada. Das erste Test Match der reaktivierten kanadischen Nationalmannschaft fand am 28. November 1970 in Burnaby gegen Fidschi statt und ging mit 17:35 verloren. 1971 unternahmen die Kanadier eine Tour nach Wales, 1973 luden sie die walisische Nationalmannschaft zu einem Gegenbesuch ein. Mit einem 17:6-Erfolg in Burnaby über die Vereinigten Staaten begann am 21. Mai 1977 die bis heute andauernde Rivalität mit dem südlichen Nachbarn; es handelte sich auch um den ersten Test-Match-Sieg Kanadas überhaupt. 1978 trafen die Kanadier erstmals auf Frankreich, 1980 auf Neuseeland, 1981 auf Argentinien und 1983 auf Italien. Schließlich war Australien im Jahr 1985 die erste traditionelle Rugbynation, die Kanada den Test-Match-Status zugestand.

### Die ersten Weltmeisterschaften

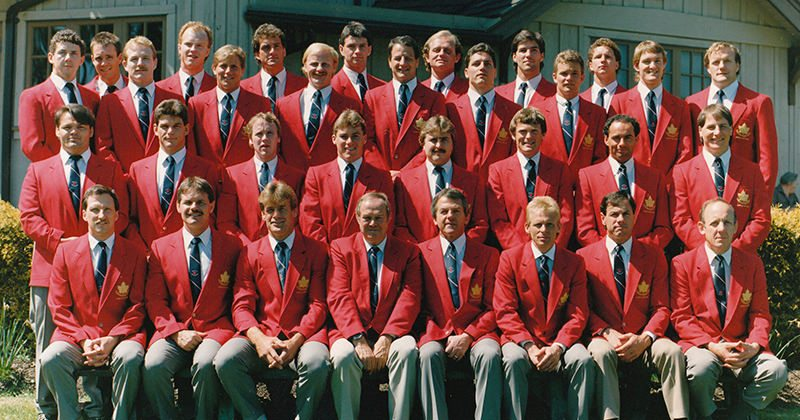
Das kanadische Team bei der Weltmeisterschaft 1987

Kanada war eines der 16 Länder, die 1987 vom International Rugby Football Board (IRFB; heute World Rugby) eine Einladung zur ersten Weltmeisterschaft in Australien und Neuseeland erhielten. Damit verbunden war die Aufnahme des kanadischen Verbandes in den bisher ziemlich exklusiven IRFB, was dazu führte, dass von nun alle fast alle Begegnungen mit den traditionsreichen Rugbynationen als Test Matches zählten. In ihrem allerersten WM-Spiel schlugen die Kanadier Tonga deutlich mit 37:4, verloren aber die weiteren Gruppenspiele gegen Irland (19:46) und Wales (9:40). Für die nächste Weltmeisterschaft standen dem amerikanischen Kontinent drei Startplätze zur Verfügung. Da sich aber nur drei Verbände gemeldet hatten, war das Team automatisch teilnahmeberechtigt. In der Qualifikationsrunde um den Jahreswechsel 1989/90 ging es lediglich um die Zuteilung in die Vorrundengruppen. Dabei gelangen zwei Siege über Argentinien und ein Sieg über die USA.
Bei der Weltmeisterschaft 1991, die in den Ländern der damaligen Five Nations ausgetragen wurde, übertrafen die Kanadier alle Erwartungen. Für besondere Motivation sorgte ein Besuch des Canadian National Vimy Memorial im Norden Frankreichs, das an die Schlacht von Vimy im Jahr 1917 erinnert, ein zentrales Ereignis in der Geschichte Kanadas. Mit Siegen über Fidschi (13:3 in Bayonne) und Rumänien (19:11 in Toulouse) sowie einer Niederlage gegen Frankreich (13:19 in Agen) qualifizierten sich die Kanadier für das Viertelfinale gegen die Titelverteidiger aus Neuseeland. In Villeneuve-d’Ascq gerieten sie zwar früh in Rückstand, konnten aber in der zweiten Hälfte aufholen und verloren 13:29. Als Viertelfinalteilnehmer waren die Kanadier automatisch für die nächste Weltmeisterschaft qualifiziert. In der Weltrangliste belegten sie daraufhin den beachtlichen achten Platz.
Den vorläufigen Höhepunkt in ihrer Entwicklung erreichten die Kanadier in den Jahren nach dieser Weltmeisterschaft. Am 10. November 1993 traten sie in Cardiff zu einem Freundschaftsspiel gegen Wales an. Kurz vor Spielende glich Al Charron mit einem Versuch aus und die erfolgreiche Erhöhung durch Gareth Rees besiegelte den 26:24-Sieg, der heute noch als Sternstunde des kanadischen Rugby gilt. Eine weitere Sensation gelang am 4. Juni 1994 in Ottawa mit einem 18:16-Sieg über Frankreich. Im März 1995 nahm Kanada an der erstmals ausgetragenen Panamerikameisterschaft teil und verpasste mit einer 26:29-Niederlage im entscheidenden Spiel gegen Argentinien nur knapp den Turniersieg. Angesichts der in den vergangenen Jahren gezeigten Leistungen verlief die Weltmeisterschaft 1995 in Südafrika enttäuschend. Im ersten der drei Vorrundenspiele (alle fanden in Port Elizabeth statt) konnte zwar Rumänien auf überzeugende Weise mit 34:3 geschlagen werden, Niederlagen gegen Australien (11:27) und die gastgebenden Springboks (0:20) bedeuteten jedoch das vorzeitige Ausscheiden aus dem Turnier.
1996 nahmen die Kanadier an der ersten Austragung der Pacific Rim Rugby Championship teil; mit fünf Siegen und einer Niederlage sicherten sie sich den Turniersieg. Mit derselben Erfolgsquote wiederholten sie diesen Erfolg in den beiden folgenden Jahren. Ebenfalls 1996 belegten sie bei der Panamerikameisterschaft den zweiten Platz hinter Argentinien. Da die Kanadier bei der Weltmeisterschaft 1995 den Einzug in die K.-o.-Runde verpasst hatten, mussten sie die Qualifikation für die WM 1999 bestreiten, die in Buenos Aires im Rahmen der Panamerikameisterschaft 1998 ausgetragen wurde. Kanada siegte gegen die USA und Uruguay, verlor aber gegen Argentinien. Dies reichte für den zweiten Turnierrang und die direkte Qualifikation. Enttäuschend verlief die Pacific Rim Rugby Championship 1999 mit Niederlagen gegen alle anderen fünf Teilnehmer und dem letzten Tabellenrang. Die darauf folgende Großbritannien-Tour 1999 mit Niederlagen in den Test Matches gegen Wales und England brachte ebenfalls keine Wende zum Besseren. Bei der Weltmeisterschaft 1999, die erneut in den Ländern der Five Nations stattfand, verlor Kanada in der Gruppenphase zunächst gegen Frankreich (20:33 in Béziers) und Fidschi (22:38 in Bordeaux). Den Abschluss bildete ein deutlicher 72:11-Sieg in Toulouse über Namibia. Damit endete eine seit August 1998 anhaltende Serie von zehn Niederlagen in Folge, was bis heute einen Negativrekord darstellt.

### Einsetzende Stagnation

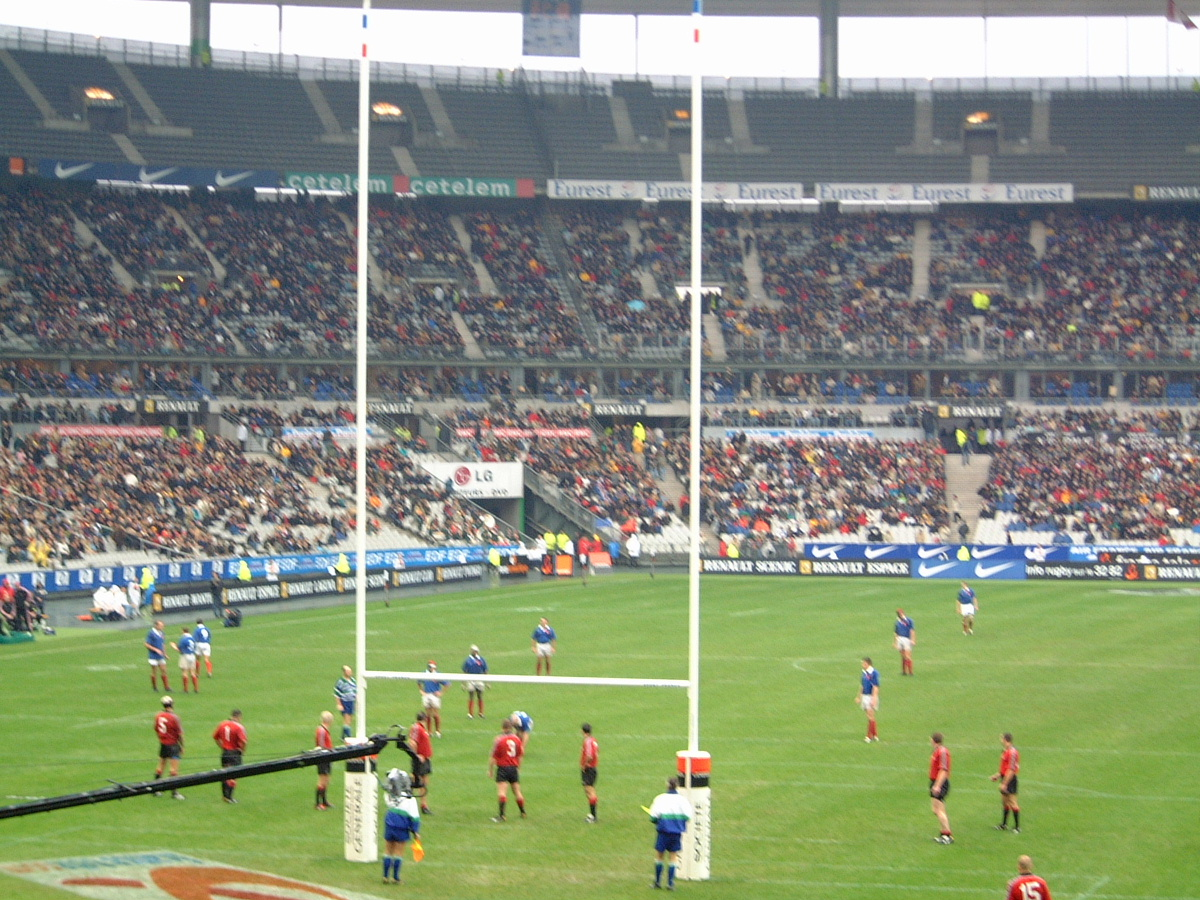
Frankreich gegen Kanada am 22. November 2002

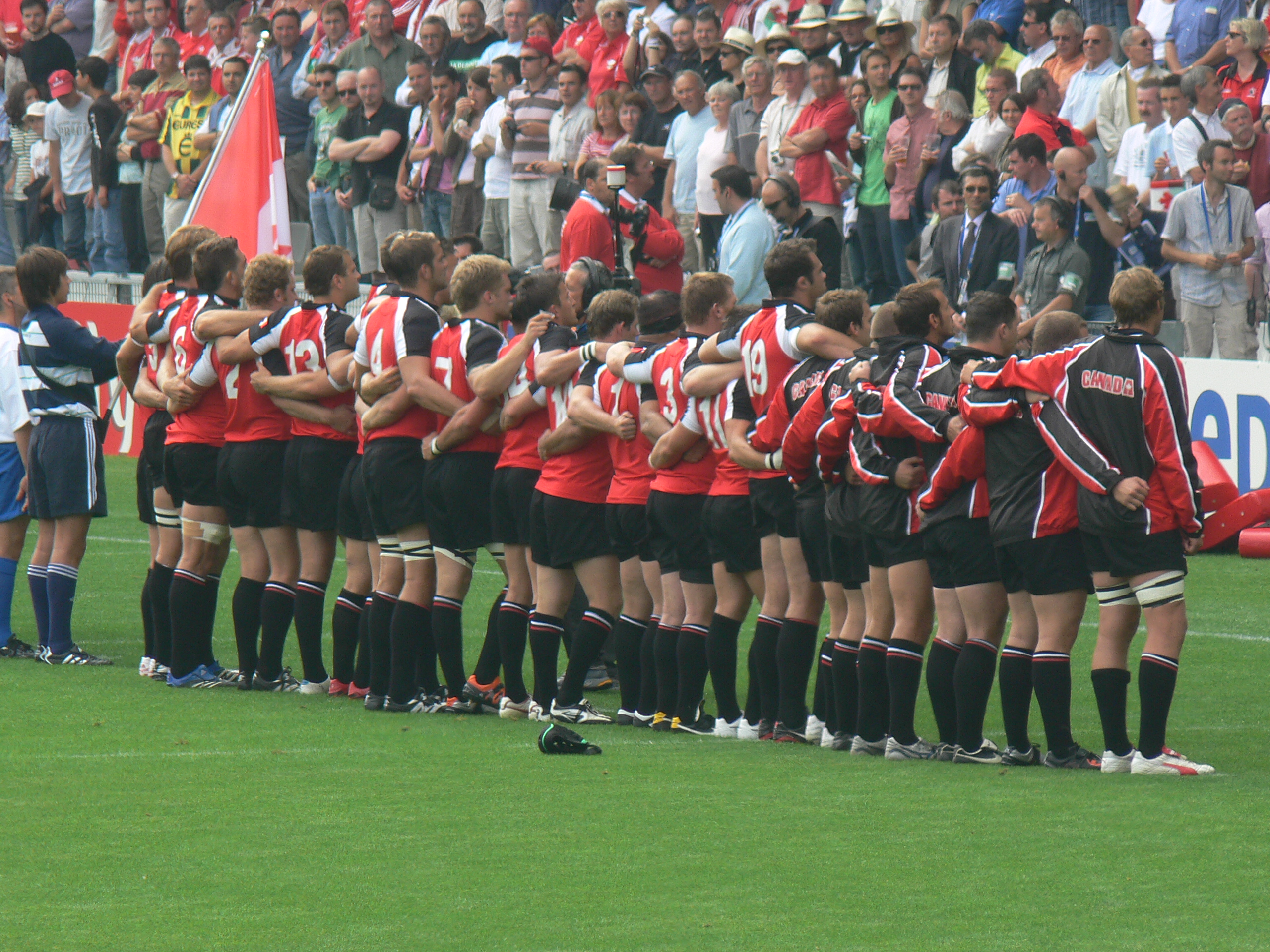
Die Kanadier singen die Nationalhymne vor der Partie gegen Wales bei der WM 2007

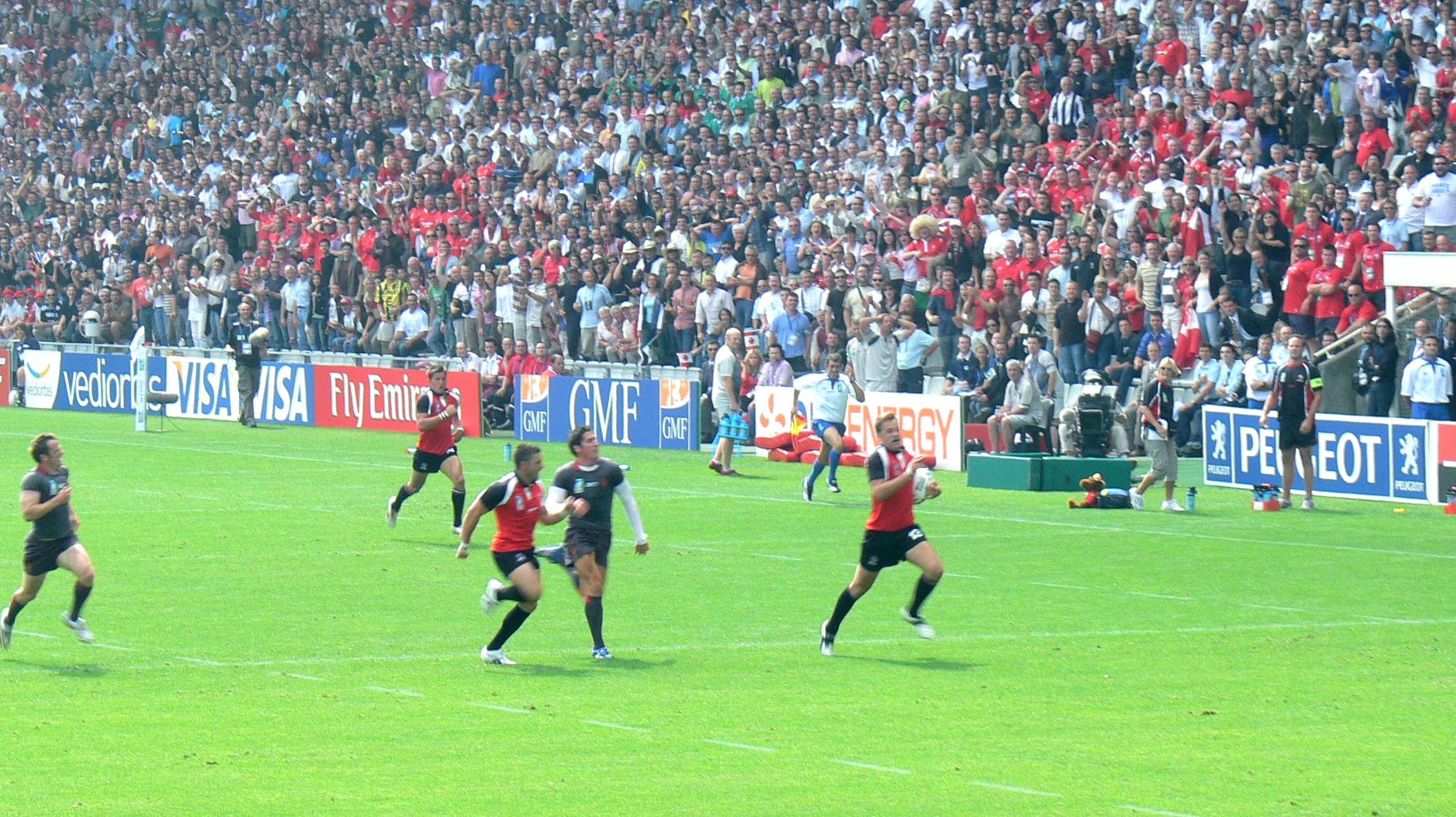
Kanada gegen Wales bei der WM 2007

Hauptgrund für die einsetzende Stagnation war das Fehlen einer Profiliga. Als das IRFB im August 1995 sämtliche Beschränkungen bezüglich Bezahlung der Spieler aufgehoben und so die professionelle Ära von Rugby Union eingeläutet hatte, blieb der kanadische Rugbysport in seiner Entwicklung stehen. Zwar existierte ab 1998 die halbprofessionelle Rugby Canada Super League, doch sie war nicht konkurrenzfähig. An ihre Stelle trat 2009 die Canadian Rugby Championship für Amateure, die ihrerseits 2018 aufgelöst wurde. Herausragende Spieler, die mit ihrem Sport Geld verdienen wollten, mussten darauf hoffen, von europäischen Vereinen verpflichtet zu werden. Die schwachen Strukturen hatten somit negative Auswirkungen auf die Qualität der Nationalmannschaft, die sich im Laufe der Zeit immer stärker bemerkbar machten. Diese Entwicklung steht im Kontrast zu jener der Frauen-Nationalmannschaft, die zu den weltweit besten gehört und bei der Frauen-Weltmeisterschaft 2014 den zweiten Platz belegte.
Nach der Jahrtausendwende gab es im internationalen Spielbetrieb etliche Änderungen. An die Stelle der traditionellen Touren traten die regelmäßig ausgetragenen Mid-year Internationals und End-of-year Internationals. Ebenso wurden 2001 die Pacific Rim Rugby Championship und 2003 die Panamerika-Meisterschaft letztmals ausgetragen. Noch waren die Kanadier ab und für eine Überraschung gut. Im Juni 2000 rangen sie den Iren in Markham ein 27:27-Unentschieden ab. Zwei Jahre später im Juni 2002, im Rahmen einer der letzten Touren traditioneller Art, bezwangen sie in Vancouver die besuchenden Schotten mit 26:23. Unmittelbar darauf begann die nächste WM-Qualifikation, bei der Kanada fünf Siege feierte und sich auf souveräne Weise einen Startplatz für die Endrunde sicherte; die einzige Niederlage resultierte auswärts gegen Uruguay. 2003 führte der IRB einen neuen Wettbewerb ein, den Churchill Cup, der jedes Jahr bis 2011 ausgetragen wurde. Kanada war fünfmal Gastgeber, erreichte aber nie das Finale. Bei der Weltmeisterschaft 2003 in Australien mussten die Kanadier in ihren ersten beiden Vorrundenspielen in Melbourne deutliche Niederlagen gegen Wales und Neuseeland hinnehmen (10:41 bzw. 6:68). Das dritte Spiel gegen Italien verlief wesentlich ausgeglichener und endete mit einer knappen 14:19-Niederlage. Den einzigen Sieg feierten die Kanadier zum Abschluss in Wollongong gegen Tonga, wo sie sich mit 24:7 durchsetzten.
2003 führte der IRB auch den Super Powers Cup ein, an dem die Kanadier ein Jahr später erstmals teilnahmen. Bei der Ausgabe 2005 setzten sie sich im Finale in Tokio mit 15:10 gegen Japan durch. Eine Titelverteidigung blieb ihnen verwehrt, da es sich zugleich um die letzte Ausgabe dieses Turniers handelte. Im November 2004 erlitt die kanadische Nationalmannschaft die bis heute höchste Niederlage ihrer Geschichte, als sie in London den Engländern mit 0:70 unterlag. Acht Monate später, im Juni 2005, gelang ihr in Calgary ein 22:15-Heimsieg über Argentinien; es handelt sich dabei um den bisher letzten Erfolg gegen ein Team der ersten Stärkeklasse. Im Juni 2006 schaffte Kanada erneut die WM-Qualifikation, mit zwei deutlichen Siegen über Barbados (69:3) und die Vereinigten Staaten (56:7). Die Weltmeisterschaft 2007 verlief enttäuschend. Nach der 17:42-Startniederlage in Nantes gegen Wales folgte in Cardiff ein 16:29 gegen Fidschi. Das dritte Spiel in Bordeaux gegen Japan endete 12:12 unentschieden. Schließlich verlor man am selben Ort auch mit 6:37 gegen Australien.
Die Kanadier waren im Juli 2009 das erste Team, das sich nach den Viertelfinalisten der Weltmeisterschaft 2007 für die nächste Endrunde qualifizieren konnte. Zwar ging das erste Spiel auswärts in Charleston gegen die USA mit 6:12 verloren, doch nach einem 41:18-Sieg zuhause in Edmonton sicherten sie sich mit dem Gesamtergebnis von 47:30 den ersten zu vergebenden Startplatz. Ebenfalls 2009 trafen sie erstmals auf Georgien und Russland, 2010 erstmals auf Belgien und Spanien; diese Spiele endeten jeweils mit einem Sieg. Zwei Erfolge gegen die USA in Vorbereitungsspielen gaben der Mannschaft vor der Weltmeisterschaft 2011 in Neuseeland Zuversicht. Das erste Vorrundenspiel in Whangārei bescherte ihr einen 25:20-Sieg gegen Tonga. Es folgten eine 19:46-Niederlage gegen Frankreich und ein 23:23-Unentschieden gegen Japan, jeweils in Napier. Das letzte Spiel gegen den Gastgeber und späteren Weltmeister in Wellington endete erwartungsgemäß mit einer deutlichen 15:79-Niederlage und die Kanadier belegten den vierten Rang der Gruppe A.
Da der Churchill Cup nicht mehr ausgetragen wurde, erhielt Kanada 2013 erstmals eine Einladung für den Pacific Nations Cup, dem jährlichen Turnier der Pazifikstaaten. Kanada siegte gegen die USA, Fidschi und Tonga, unterlag aber im letzten Spiel Japan und verpasste dadurch knapp den Turniersieg. Im August 2013 stand erneut eine WM-Qualifikation auf dem Programm. Dabei sicherte sich Kanada mit zwei Siegen über die USA in Charleston und Toronto den ersten Startplatz des amerikanischen Kontinents. In den folgenden zwei Jahren geriet Kanada gegenüber den übrigen Teams der zweiten Stärkeklasse zunehmend ins Hintertreffen: 13 Niederlagen standen lediglich zwei Siege gegenüber. Bei der Weltmeisterschaft 2015 in England setzte sich die Niederlagenserie fort und Kanada verlor alle vier Vorrundenspiele. In Cardiff gegen Irland (7:50), in Leeds gegen Italien (18:23), in Milton Keynes gegen Frankreich (18:41) und in Leicester gegen Rumänien (15:17). Dies ergab den letzten Gruppenrang und war gleichbedeutend mit der bisher schlechtesten Turnierbilanz, auch wenn gegen Italien und Rumänien durchaus Siege bestanden hätten.

### Aktuelle Entwicklung
Im Frühjahr 2016 nahm Kanada erstmals an der Americas Rugby Championship teil. Der ähnlich wie das Six Nations in Europa konzipierte und jährlich stattfindende Wettbewerb existierte zwar bereits seit 2009, doch der kanadische Verband hatte sich bisher nur mit der Reservemannschaft Canada A beteiligt. Mit drei Siegen und zwei Niederlagen belegte die Nationalmannschaft den dritten Platz unter sechs Teilnehmern. Dieser vorübergehende Erfolg wurde in den beiden folgenden Jahren durch eine weitere Niederlagenserie relativiert. Bis Mitte 2018 standen 19 Niederlagen in Test Matches lediglich fünf Siege und ein Unentschieden gegenüber, wodurch die Kanadier in der Weltrangliste zwischenzeitlich auf den 24. Platz zurückfielen, ihre schlechteste Platzierung überhaupt. Da sie im Sommer 2017 die direkte WM-Qualifikation verpasst hatten, mussten sie im Januar und Februar 2018 zweimal gegen Uruguay antreten. Diese beiden Spiele gingen ebenfalls verloren, sodass ihnen nur noch eine Möglichkeit übrigblieb: Ein interkontinentales Qualifikationsturnier im November 2018 in Marseille, bei dem vier Teams um den letzten verbliebenen Startplatz spielten. Kanada setzte sich dabei gegen Kenia, Deutschland und Hongkong durch. In den folgenden acht Spielen bis zum Beginn der Weltmeisterschaft 2019 resultierte ein einziger Sieg gegen Chile. Bei der WM-Endrunde in Japan gelang den Kanadiern keine Überraschung. Sie verloren in Fukuoka mit 8:47 gegen Italien, in Ōita mit 0:63 gegen Neuseeland und in Kōbe mit 7:66 gegen den späteren Weltmeister Südafrika. Das vierte Vorrundenspiel gegen Namibia konnte wegen der Verwüstungen des Taifuns Hagibis nicht ausgetragen werden und wurde als 0:0-Unentschieden gewertet. Anstatt sofort abzureisen, half die Mannschaft im Spielort Kamaishi bei den Aufräumarbeiten.
Aufgrund der Reisebeschränkungen während der COVID-19-Pandemie konnte die Nationalmannschaft im Jahr 2020 kein einziges Spiel bestreiten und 2021 fiel die Americas Rugby Championship zum zweiten Mal in Folge aus. Erst bei den Mid-year Internationals 2021 traten die Kanadier international wieder in Erscheinung, dabei mussten sie deutliche Auswärtsniederlagen gegen Wales und England hinnehmen. Im September 2021 folgte die erste Runde der WM-Qualifikation. Nach je einem Heim- und Auswärtsspiel mussten sich die Kanadier den USA mit einer Gesamtpunktzahl von 50:59 geschlagen geben. In der entscheidenden zweiten Runde traten sie im Oktober zweimal gegen Chile an. Während sie die erste Partie zuhause in Langford knapp mit 22:21 gewannen, unterlagen sie auswärts in Santiago de Chile mit 24:33. Damit verpasste Kanada zum ersten Mal überhaupt eine WM-Endrunde.

## Trikot, Logo und Spitzname
Kanada spielt traditionell in roten Trikots mit weißen Farbakzenten, weißen Hosen mit roten Streifen und roten Socken mit weißen Streifen. Das Auswärtstrikot ist weiß mit roten Farbakzenten, roten Hosen mit weißen Streifen und weißen Socken mit roten Streifen.
Aktueller Trikotausrüster der kanadischen Mannschaft ist Macron und Trikotsponsor ist DHL. Auf den Trikots erscheint das Verbandslogo auf der rechten Seite, das Ausrüsterlogo links und das Sponsorenlogo in der Mitte.
Das Logo des Verbandes Rugby Canada zeigt ein elfzackiges Zuckerahornblatt (Acer saccharum) in den Nationalfarben weiß und rot, entlehnt von der Flagge Kanadas, mit dem Schriftzug Rugby darauf. Die Spitznamen der Nationalmannschaft lauten Canucks, entlehnt von der umgangssprachlichen Bezeichnung für Kanadier, und Les Rouges (französisch „die Roten“), abgeleitet von der Trikotfarbe.

## Stadien

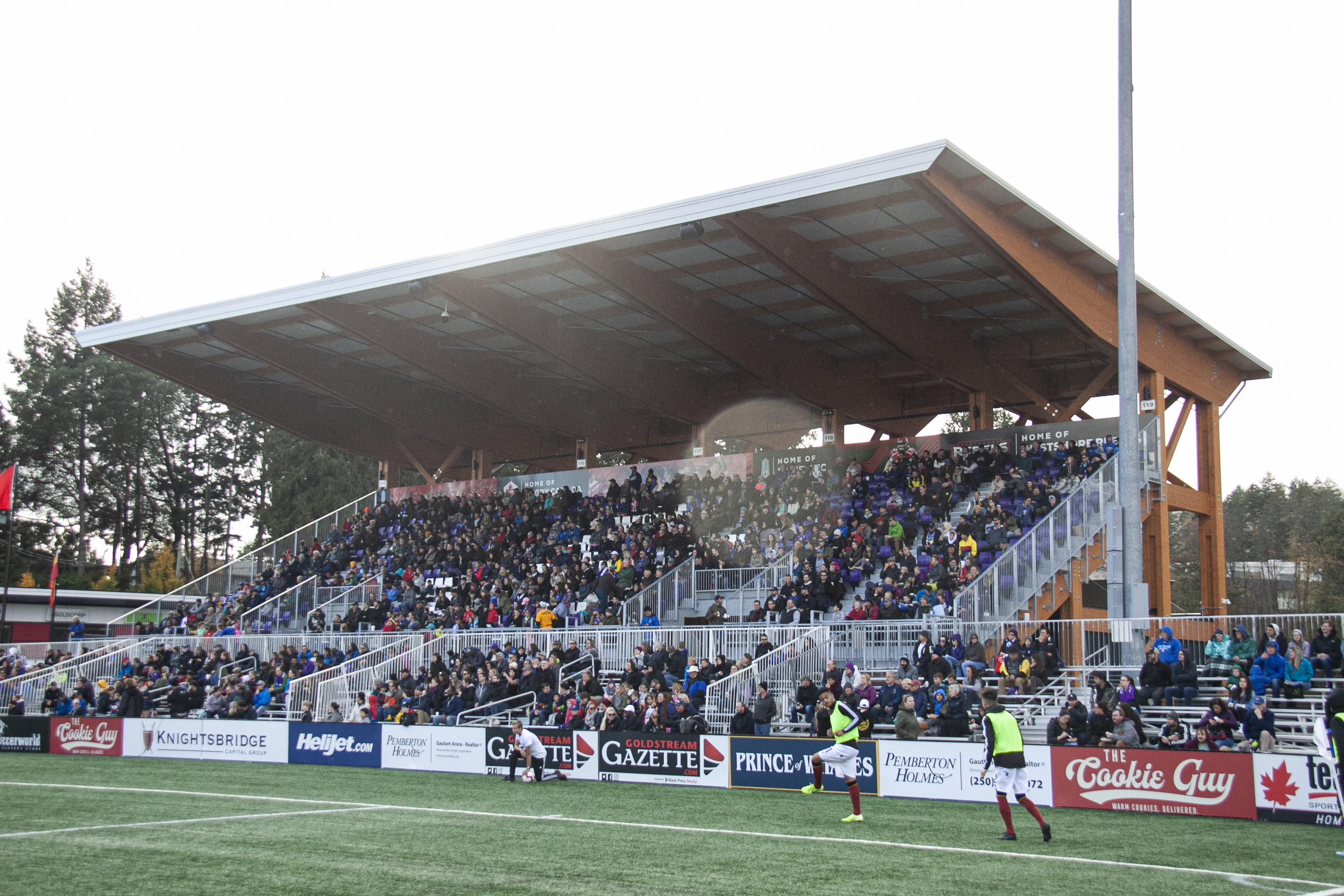
Das Starlight Stadium in Langford (2019)

Die Nationalmannschaft verfügte lange Zeit über kein permanentes Heimstadion und trug ihre Spiele deshalb an verschiedenen Orten aus. Dabei gab es eine deutliche Präferenz für Spielstätten in British Columbia und Ontario. In diesen beiden Provinzen fanden zusammen mehr als zwei Drittel aller Heimspiele statt, während beispielsweise die zweitbevölkerungsreichste Provinz Québec bisher noch nie berücksichtigt wurde.
Auf der Suche nach einem ganzjährig nutzbaren Stadion (angesichts der klimatischen Bedingungen nur in wenigen Regionen denkbar) verfolgte der Verband ab 2006 die Absicht, das für den Fußballverein Vancouver Whitecaps geplante Waterfront Stadium im Stadtzentrum von Vancouver mitzubenutzen. Das Projekt kam jedoch nicht zustande und wird seit 2011 nicht mehr weiterverfolgt. Im August 2011 gab der Verband den Aufbau eines nationalen Trainingszentrums in Langford, einem Vorort von British Columbias Provinzhauptstadt Victoria, bekannt. Auf dem Gelände steht das 2009 eröffnete Starlight Stadium, das mit dem Fußballverein Pacific FC geteilt wird und seit einem Ausbau im Jahr 2019 bis zu 6.000 Zuschauern Platz bietet. Das erste Test Match der Nationalmannschaft fand hier am 6. Februar 2016 gegen Uruguay statt. Zwar werden weiterhin Heimspiele in anderen Regionen Kanadas ausgetragen, doch Langford wird weitaus am häufigsten berücksichtigt. Die Bedeutung der Stadt für den kanadischen Rugbysport erhöhte sich dem Umzug des Verbands im Jahr 2017.

## Rivalität mit den Vereinigten Staaten
Der größte Rivale Kanadas im Rugby Union sind die Vereinigten Staaten. Kanada bestritt mehr Test Matches gegen den südlichen Nachbarn als gegen jedes andere Land. Beide Mannschaften trafen 1977 erstmals aufeinander und spielen seitdem jährlich gegeneinander, mit Ausnahme der Jahre 2010 und 2020. Von den 66 bisherigen Begegnungen gewann Kanada 39, während die Vereinigten Staaten 25 für sich entschieden; hinzu kommen zwei Unentschieden.
Kanada und die Vereinigten Staaten treffen regelmäßig bei der Qualifikation für die Weltmeisterschaft aufeinander. Bisher gab es bei jeder WM-Qualifikation Begegnungen zwischen beiden Mannschaften, mit Ausnahme der Weltmeisterschaft 1987, für die Mannschaften anstelle einer Qualifikation eingeladen wurden, und die Weltmeisterschaft 1995, für die sich Kanada aufgrund seiner Viertelfinalteilnahme vier Jahre zuvor direkt qualifiziert hatte. Seit 2015 treffen beide Mannschaften im Rahmen der jährlichen Americas Rugby Championship aufeinander.
Ab 2014 blieben die Vereinigten Staaten bei zwölf Test Matches in Folge unbesiegt (elf Siege und ein Unentschieden), bis Kanada 2021 wieder ein Sieg gelang. Der erste Sieg in dieser Serie der US-Amerikaner wiederum beendete eine seit 2009 anhaltende Siegesserie Kanadas.

## Test Matches

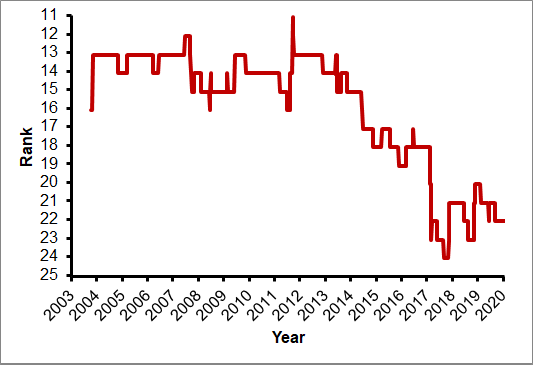
Kanadas Position in der World-Rugby-Weltrangliste seit dem 10. Oktober 2003

Kanada hat 112 seiner bisher 275 Test Matches gewonnen, was einer Gewinnquote von 40,73 % entspricht. Die Statistik der Test Matches Kanadas gegen alle Nationen, alphabetisch geordnet, ist wie folgt (Stand: 12. August 2025):
| Land               | Spiele | Gewonnen | Unent- schieden | Verloren | % Siege |
| ------------------ | ------ | -------- | --------------- | -------- | ------- |
| Argentinien        | 9      | 3        | 0               | 6        | 33,33   |
| Australien         | 6      | 0        | 0               | 6        | 0,00    |
| Barbados           | 1      | 1        | 0               | 0        | 100     |
| Belgien            | 4      | 3        | 0               | 1        | 75,00   |
| Brasilien          | 5      | 3        | 0               | 2        | 60,00   |
| Chile              | 9      | 7        | 0               | 2        | 77,78   |
| Deutschland        | 1      | 1        | 0               | 0        | 100     |
| England            | 7      | 0        | 0               | 7        | 0,00    |
| Fidschi            | 13     | 3        | 0               | 10       | 23,08   |
| Frankreich         | 9      | 1        | 0               | 8        | 11,11   |
| Georgien           | 7      | 3        | 0               | 4        | 42,86   |
| Hongkong           | 7      | 6        | 0               | 1        | 85,71   |
| Irland             | 8      | 0        | 1               | 7        | 0,00    |
| Italien            | 10     | 2        | 0               | 8        | 20,00   |
| Japan              | 26     | 8        | 2               | 16       | 30,77   |
| Kenia              | 1      | 1        | 0               | 0        | 100     |
| Namibia            | 3      | 2        | 0               | 1        | 66,67   |
| Neuseeland         | 6      | 0        | 0               | 6        | 0,00    |
| Niederlande        | 1      | 1        | 0               | 0        | 100     |
| Portugal           | 4      | 3        | 0               | 1        | 75,00   |
| Rumänien           | 10     | 3        | 0               | 7        | 30,00   |
| Russland           | 5      | 4        | 0               | 1        | 80,00   |
| Samoa              | 5      | 0        | 0               | 5        | 0,00    |
| Schottland         | 6      | 1        | 0               | 5        | 16,67   |
| Spanien            | 5      | 2        | 0               | 3        | 40,00   |
| Südafrika          | 3      | 0        | 0               | 3        | 0,00    |
| Tonga              | 12     | 5        | 0               | 7        | 41,67   |
| Uruguay            | 13     | 8        | 0               | 5        | 61,54   |
| Vereinigte Staaten | 66     | 39       | 2               | 25       | 59,09   |
| Wales              | 13     | 1        | 0               | 12       | 7,69    |
| Gesamt             | 275    | 112      | 5               | 158      | 40,73   |

## Erfolge

### Weltmeisterschaften

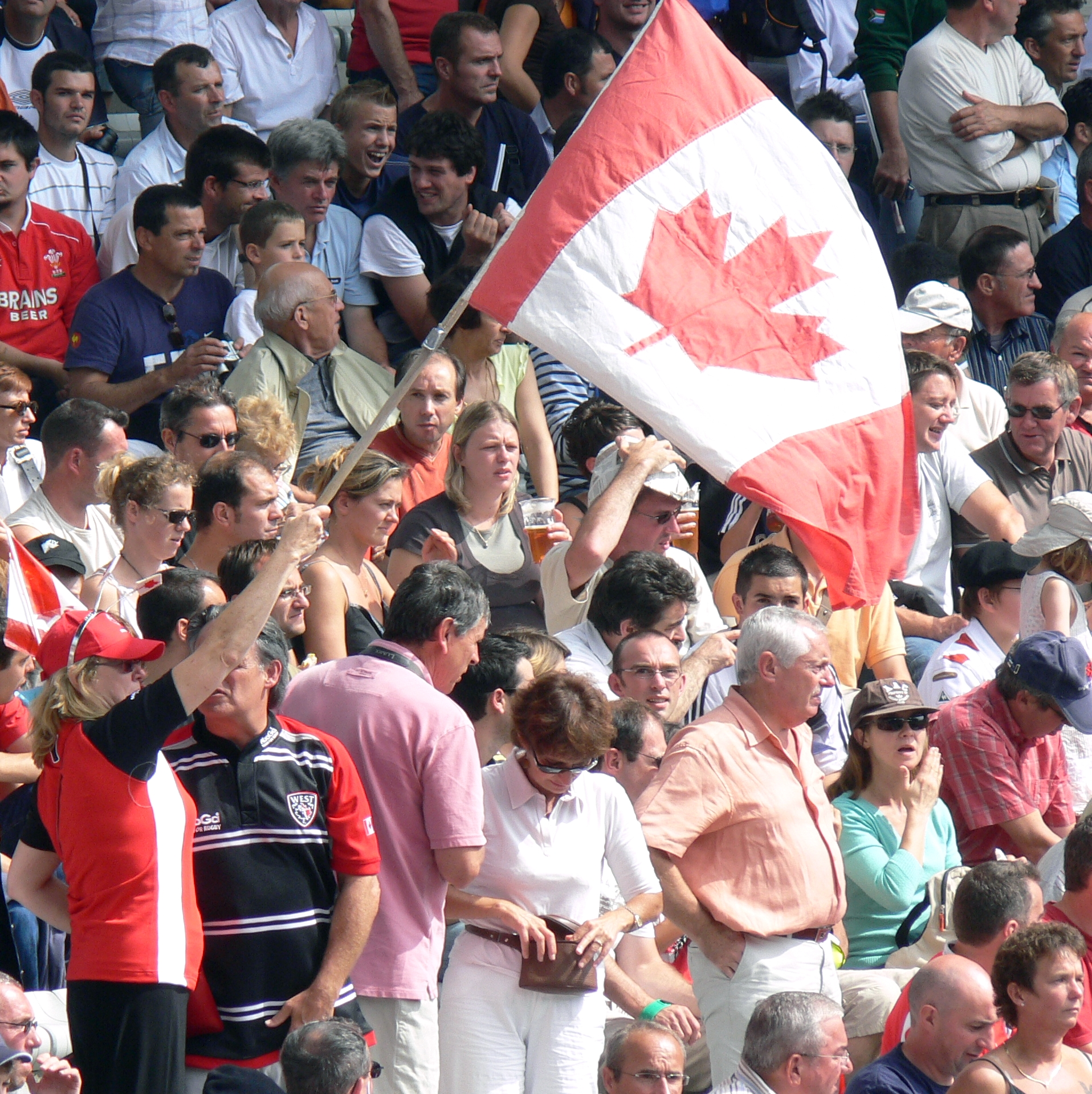
Kanadische Fans bei der Weltmeisterschaft 2007

Kanada hat sich bisher für fast jede Weltmeisterschaft qualifiziert, mit Ausnahme des Turniers 2023. Das beste Resultat bisher das Erreichen des Viertelfinales beim Turnier 1991.
| Jahr | Resultat                                | Spiele                                  | Siege                                   | Unent.                                  | Ndlg.                                   | +/-                                     | Punkte                                  |
| ---- | --------------------------------------- | --------------------------------------- | --------------------------------------- | --------------------------------------- | --------------------------------------- | --------------------------------------- | --------------------------------------- |
| 1987 | Vorrunde                                | 3                                       | 1                                       | 0                                       | 2                                       | 65:90                                   | 2                                       |
| 1991 | Viertelfinale                           | 4                                       | 2                                       | 0                                       | 2                                       | 58:62                                   | 7                                       |
| 1995 | Vorrunde                                | 3                                       | 1                                       | 0                                       | 2                                       | 45:50                                   | 2                                       |
| 1999 | Vorrunde                                | 3                                       | 1                                       | 0                                       | 2                                       | 114:82                                  | 2                                       |
| 2003 | Vorrunde                                | 4                                       | 1                                       | 0                                       | 3                                       | 54:135                                  | 5                                       |
| 2007 | Vorrunde                                | 4                                       | 0                                       | 1                                       | 3                                       | 51:120                                  | 2                                       |
| 2011 | Vorrunde                                | 4                                       | 1                                       | 1                                       | 2                                       | 82:168                                  | 6                                       |
| 2015 | Vorrunde                                | 4                                       | 0                                       | 0                                       | 4                                       | 58:131                                  | 2                                       |
| 2019 | Vorrunde                                | 4                                       | 0                                       | 1                                       | 3                                       | 14:177                                  | 2                                       |
| 2023 | nicht qualifiziert (Play-off Amerika 2) | nicht qualifiziert (Play-off Amerika 2) | nicht qualifiziert (Play-off Amerika 2) | nicht qualifiziert (Play-off Amerika 2) | nicht qualifiziert (Play-off Amerika 2) | nicht qualifiziert (Play-off Amerika 2) | nicht qualifiziert (Play-off Amerika 2) |
| 2027 | noch ausstehend                         | noch ausstehend                         | noch ausstehend                         | noch ausstehend                         | noch ausstehend                         | noch ausstehend                         | noch ausstehend                         |
| 2031 | noch ausstehend                         | noch ausstehend                         | noch ausstehend                         | noch ausstehend                         | noch ausstehend                         | noch ausstehend                         | noch ausstehend                         |

### Americas Rugby Championship
Das einzige jährliche Turnier Kanadas ist die seit 2009 ausgetragene Americas Rugby Championship, wobei man gegen Brasilien, Chile, Uruguay und die USA sowie der zweiten Mannschaft Argentiniens spielt. Bisher gelang noch kein Turniersieg.

### Weitere Turniere
In den Jahren 2003 bis 2011 nahm Kanada am Churchill Cup teil, bestes Ergebnis war der zweite Platz im Jahr 2004. Ebenso erhielt Kanada bisher fünfmal eine Einladung für den Pacific Nations Cup. Hier war bisher Platz zwei im Jahr 2013 die beste Platzierung. Bei den panamerikanischen Meisterschaften, die in den Jahren 1995 bis 2003 fünfmal stattfanden, belegte Kanada viermal den zweiten und einmal den dritten Platz. Noch erfolgreicher war man bei der Pacific Rim Rugby Championship, die von 1996 bis 2001 durchgeführt wurde: In den drei ersten Austragungen 1996, 1997 und 1998 gelang jeweils der Turniersieg.

### Weitere Test Matches
Während der Amateur-Ära tourte Kanada zum Teil monatelang ins Ausland, um gegen andere Nationalteams sowie Regionalauswahlen und Vereinsmannschaften anzutreten. Ebenso empfing man in Kanada tourende Nationalteams. Die Touren nach alter Tradition kamen um das Jahr 2000 zum Erliegen. Heute stehen für Test Matches gegen Teams der südlichen Hemisphäre jedes Jahr zwei Zeitfenster zur Verfügung. Bei den Mid-year Internationals im Juni reist Kanada in die Südhemisphäre, bei den End-of-year Internationals im November empfängt man Mannschaften aus der Südhemisphäre in Kanada. Dabei spielt Kanada seit 2008 gegen Schottland um die Douglas Horn Trophy.

## Spieler

### Aktueller Kader
Die folgenden Spieler bilden den Kader während des Pacific Nations Cup 2025:
| Spieler         | Position         | Mannschaft             | Länderspiele |
| --------------- | ---------------- | ---------------------- | ------------ |
| Brock Gallagher | Gedrängehalb     | Seattle Seawolves      | 07           |
| Jason Higgins   | Gedrängehalb     | Chicago Hounds         | 21           |
| Stephen Webb    | Gedrängehalb     | Balmy Beach            | 0            |
| Brenden Black   | Verbinder        | Oakville Crusaders     | 01           |
| Peter Nelson    | Verbinder        | Dungannon              | 28           |
| Shane O’Leary   | Verbinder        | Miami Sharks           | 16           |
| Noah Flesch     | Innendreiviertel | Chicago Hounds         | 04           |
| Spencer Jones   | Innendreiviertel | Utah Warriors          | 09           |
| Ben LeSage      | Innendreiviertel | New England Free Jacks | 40           |
| Talon McMullin  | Innendreiviertel | UBC Thunderbirds       | 06           |
| Nic Benn        | Außendreiviertel | Utah Warriors          | 06           |
| Kanoa Lloyd     | Außendreiviertel | James Bay              | 27           |
| Josiah Morra    | Außendreiviertel | New England Free Jacks | 07           |
| Isaac Olson     | Außendreiviertel | New England Free Jacks | 06           |
| Cooper Coats    | Schlussmann      | New Orleans Gold       | 19           |

| Spieler             | Position             | Mannschaft             | Länderspiele |
| ------------------- | -------------------- | ---------------------- | ------------ |
| Austin Creighton    | Hakler               | James Bay              | 0            |
| Dewald Kotze        | Hakler               | Seattle Seawolves      | 06           |
| Jesse Mackail       | Hakler               | Seattle Seawolves      | 03           |
| Foster DeWitt       | Pfeiler              | New England Free Jacks | 06           |
| Alexandre Janlin    | Pfeiler              | L’Isle Jourdain        | 0            |
| Cole Keith          | Pfeiler              | New England Free Jacks | 40           |
| Cali Martinez       | Pfeiler              | Old Glory DC           | 08           |
| Emerson Prior       | Pfeiler              | Utah Warriors          | 01           |
| Kyle Steeves        | Pfeiler              | New England Free Jacks | 03           |
| Conor Young         | Pfeiler              | Los Angeles            | 12           |
| Callum Botchar      | Zweite-Reihe-Stürmer | New Orleans Gold       | 05           |
| Karl Hunger         | Zweite-Reihe-Stürmer | Pacific Pride          | 08           |
| Izzak Kelly         | Zweite-Reihe-Stürmer | Capilano               | 0            |
| Mason Flesch        | Flügelstürmer        | Chicago Hounds         | 13           |
| Matt Heaton         | Flügelstürmer        | Los Angeles            | 38           |
| Matthew Oworu       | Flügelstürmer        | Chicago Hounds         | 10           |
| Sion Parry          | Flügelstürmer        | Ebbw Vale              | 09           |
| Lucas Rumball       | Flügelstürmer        | Chicago Hounds         | 67           |
| Piers von Dadelszen | Flügelstürmer        | New England Free Jacks | 06           |

### Bekannte Spieler
Zwei kanadische Spieler wurden aufgrund ihrer herausragenden Leistungen in die World Rugby Hall of Fame aufgenommen:
| Spieler     | Position                                         | Aufnahme |
| ----------- | ------------------------------------------------ | -------- |
| Gareth Rees | Verbindungshalb, Schlussmann                     | 2011     |
| Al Charron  | Zweite-Reihe-Stürmer, Flügelstürmer, Nummer Acht | 2017     |

### Spielerstatistiken

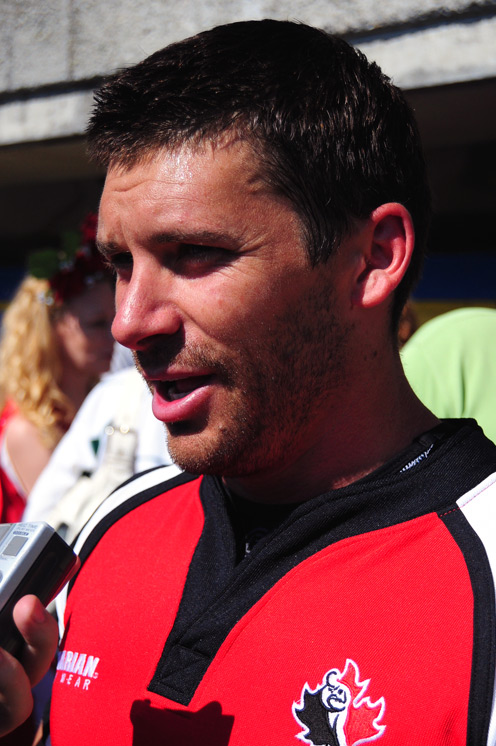
James Pritchard (2009)

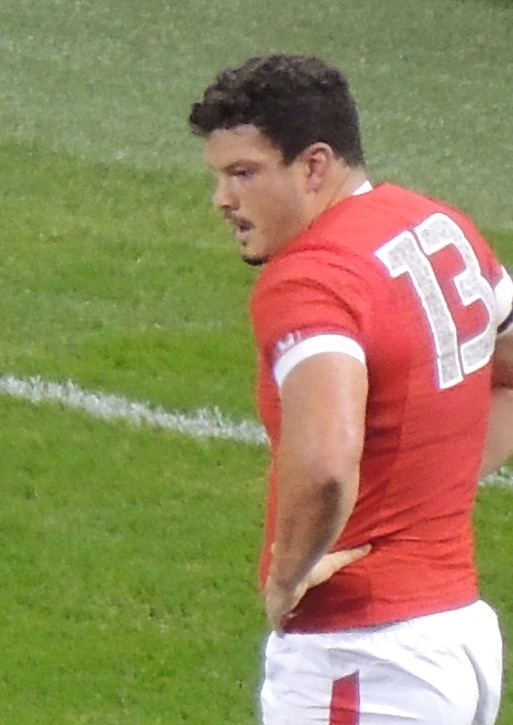
Ciaran Hearn (2015)

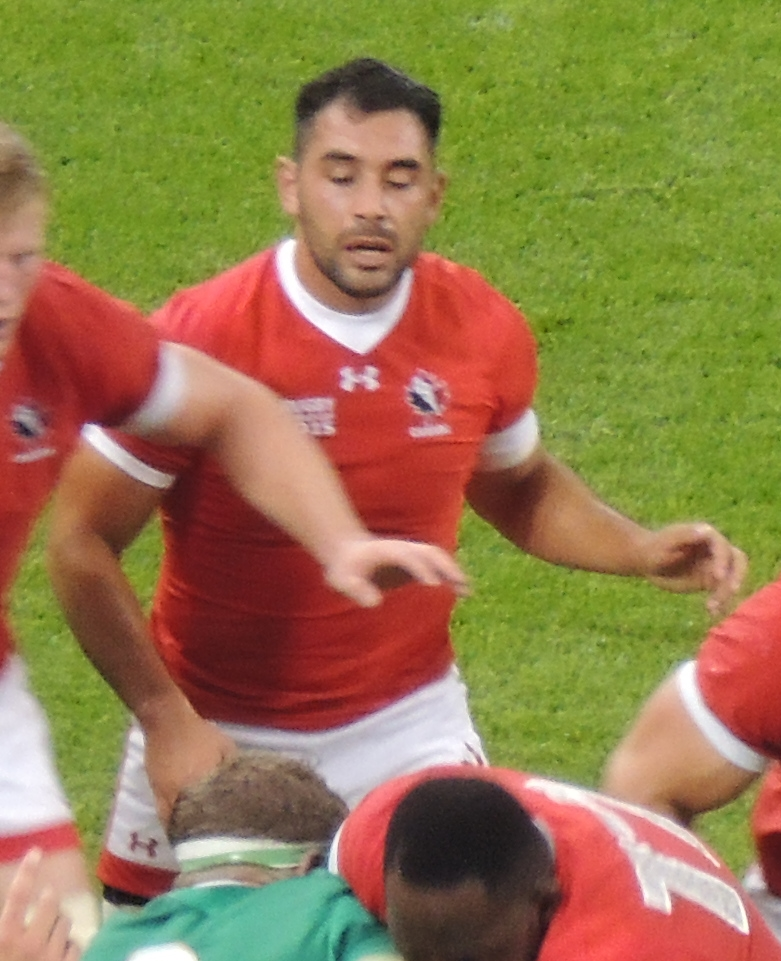
Phil Mack (2015)

Nachfolgend sind die wichtigsten Statistiken aufgelistet, die Spieler Kanadas betreffen. Die mit * markierten Spieler sind noch aktiv und können sich weiter verbessern.
(Stand: September 2024)
| Rang | Name                  | Zeitraum  | Spiele |
| ---- | --------------------- | --------- | ------ |
| 01   | Aaron Carpenter       | 2005–2017 | 80     |
| 02   | Al Charron            | 1990–2003 | 76     |
| 03   | Ciaran Hearn          | 2008–2019 | 72     |
| 04   | Djustice Sears-Duru * | 2013–2024 | 70     |
| 05   | Winston Stanley       | 1994–2003 | 66     |
| 06   | Scott Stewart         | 1989–2001 | 64     |
| 07   | Nick Blevins          | 2009–2019 | 63     |
| 08   | James Pritchard       | 2003–2015 | 62     |
| 09   | Rod Snow              | 1995–2007 | 62     |
| 10   | DTH van der Merwe     | 2006–2019 | 60     |

| Rang | Name            | Zeitraum  | Spiele |
| ---- | --------------- | --------- | ------ |
| 01   | Lucas Rumball * | 2016–2024 | 27     |
| 02   | Al Charron      | 1996–2003 | 25     |
| 03   | Gareth Rees     | 1994–1999 | 25     |
| 04   | Pat Riordan     | 2008–2011 | 23     |
| 05   | Tyler Ardron    | 2013–2019 | 16     |
| 06   | John Graf       | 1995–1999 | 15     |
| 07   | Morgan Williams | 2005–2007 | 15     |
| 08   | Aaron Carpenter | 2012–2016 | 14     |
| 09   | Phil Mack       | 2017–2019 | 11     |
| 10   | Mark Wyatt      | 1990–1991 | 09     |

| Rang | Name              | Zeitraum  | Punkte |
| ---- | ----------------- | --------- | ------ |
| 01   | James Pritchard   | 2003–2015 | 607    |
| 02   | Gareth Rees       | 1986–1999 | 491    |
| 03   | Bobby Ross        | 1989–2003 | 419    |
| 04   | Gordon McRorie    | 2014–2019 | 283    |
| 05   | Mark Wyatt        | 1982–1991 | 255    |
| 06   | Jared Barker      | 2000–2004 | 226    |
| 07   | DTH van der Merwe | 2006–2019 | 190    |
| 08   | Peter Nelson *    | 2019–2024 | 136    |
| 09   | Winston Stanley   | 1994–2003 | 123    |
| 10   | Taylor Paris      | 2010–2019 | 090    |

| Rang | Name                             | Zeitraum                         | Versuche                         |
| ---- | -------------------------------- | -------------------------------- | -------------------------------- |
| 01   | DTH van der Merwe                | 2006–2019                        | 38                               |
| 02   | Winston Stanley                  | 1994–2003                        | 24                               |
| 03   | Taylor Paris                     | 2010–2019                        | 18                               |
| 04   | James Pritchard                  | 2003–2015                        | 18                               |
| 05   | Aaron Carpenter                  | 2005–2017                        | 17                               |
| 06   | Lucas Rumball *                  | 2016–2024                        | 14                               |
| 07   | Morgan Williams                  | 1999–2008                        | 13                               |
| 08   | Nick Blevins                     | 2009–2019                        | 12                               |
| 09   | Zwei Spieler mit je 10 Versuchen | Zwei Spieler mit je 10 Versuchen | Zwei Spieler mit je 10 Versuchen |

## Trainer

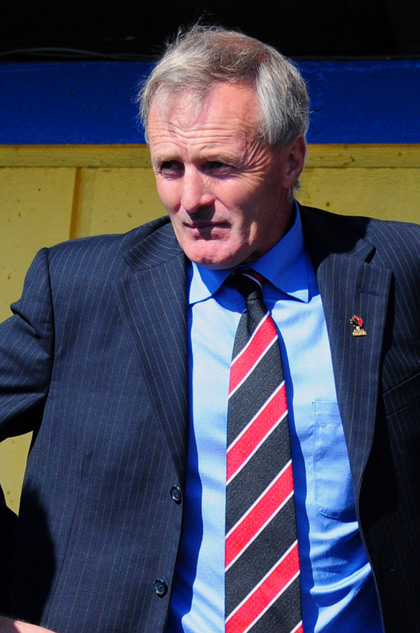
Kieran Crowley (2009)

Seit 2017 ist der Waliser Kingsley Jones kanadischer Nationaltrainer.
| Name                      | Jahre     |
| ------------------------- | --------- |
| Ian Birtwell              | 1989–1996 |
| Patrick Parfrey           | 1996–1999 |
| David Clark               | 2000–2003 |
| Ric Suggitt               | 2004–2007 |
| Kieran Crowley            | 2008–2016 |
| François Ratier (interim) | 2016      |
| Mark Anscombe             | 2016–2017 |
| Kingsley Jones            | seit 2017 |